# 氣候安全

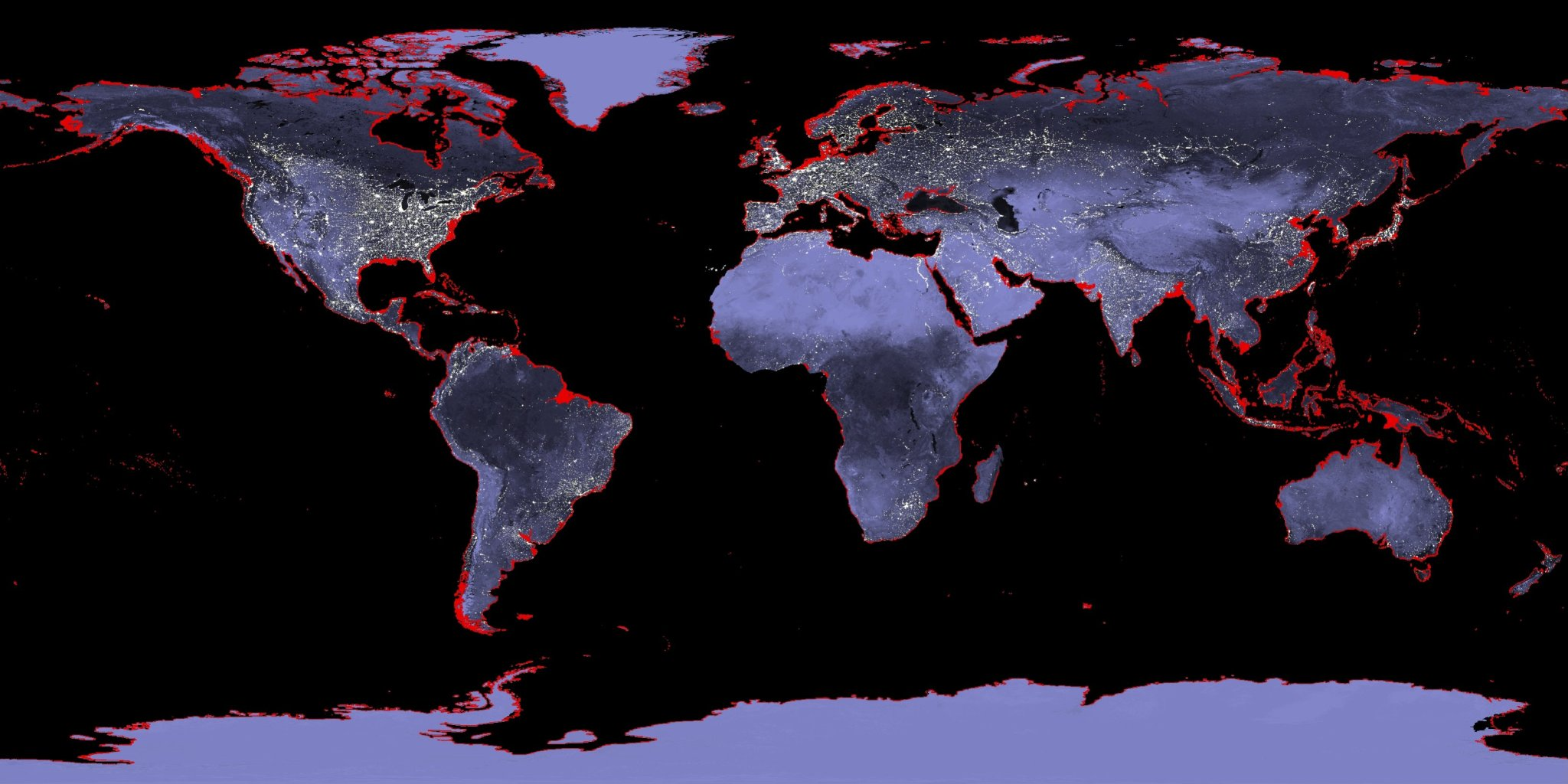
假設全球海平面平均上升6米，圖中受影響的地區（紅色，但實際上不同區域的上升會有差異）。海平面上升（SLR）的熱點，例如美國東岸，其上升速率將是全球平均數率的3-4倍。

氣候安全（英語：Climate security）是一種政治和政策框架，著眼於氣候對安全的影響，表示氣候變化直接或間接引發國家和國際安全的風險。此概念提出一種觀點，即與氣候相關的變化會加劇社會中現有的風險，進而危及人類、生態系統、經濟、基礎設施和社會的安全。與氣候相關的安全風險對世界在處理和平與安全的方式有深遠影響。當針對氣候的調適和緩解行動執行不當，也會對人類安全產生負面影響。
氣候安全一詞最初由美國，以及後來歐洲國家的安全分析師提倡，但隨後被包括聯合國、開發中國家、民間社會組織和學術界在內的各種參與者所採用。這個名詞在政治、外交、環境和安全等領域的使用頻率越來越高。
但也有對該名詞的批評，例如於荷蘭成立的非營利研究及倡議智庫跨國研究所和英國薩塞克斯大學教授揚·塞爾比（Jan Selby）等學者，他們認為使用這種名詞會鼓勵針對氣候危機（climate crisis）採取軍事行動，而忽略分配不均和不公平的問題（這些是支撐氣候危機和由其影響而發生的脆弱性因素）。
那些關注國內和國際安全風險的人認為，氣候變化有可能會加劇現有的緊張局勢，或是造成新的緊張局勢，成為一種"威脅倍增因子（threat multiplier）"。例如氣候變化被視為對軍事行動和國家安全的威脅，原因是海平面上升會影響到軍事基地，或者極端高溫事件會破壞軍隊的作戰能力。氣候變化也被視為暴力衝突的催化劑和對國際安全的威脅，但氣候和衝突的因果關係也存在爭議。由於氣候安全在許多政府、國際組織和其他某些機構的工作執掌上日益重要，已有機構開始執行能減輕氣候變化對衝突產生影響的方案，稱為氣候安全方案。進行安全方案的有來自開發、外交和國防領域的參與者，各有其自身的動機。北約組織（NATO）和聯合國安理會均參與這些方案。

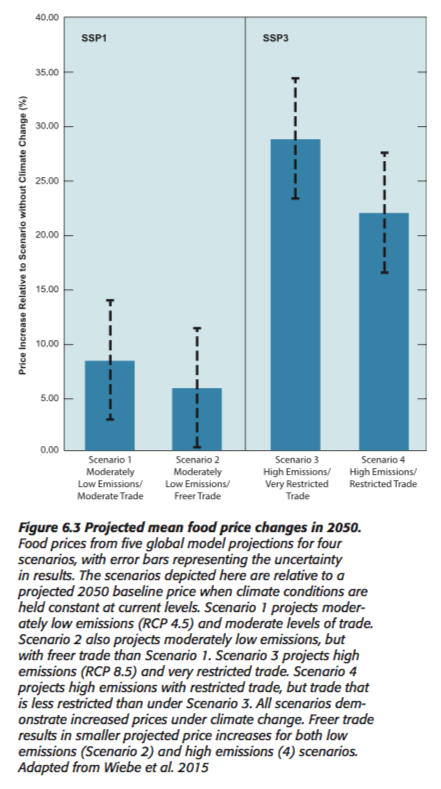
美國農業部預估到2050年的食物價格（於兩個共享社會經濟路徑 - SSP1與SSP3之下）的變化，國際貿易因素也列入考慮。

## 背景
氣候安全是指氣候變化直接或間接引發的安全風險。多項關於風險和安全的報告已將氣候變化確定為21世紀中對於國際安全的嚴重，甚至是災難性威脅。瑞士非營利組織全球挑戰基金會發布的2020年全球災難性風險（Global Catastrophic Risks 2020）報告中的結論是氣候變化極有可能會終結人類文明。有70%的國際政府認為氣候變化是種國家安全問題。由於氣候變化會影響到與糧食安全及能源安全、人口遷徙和外交事務等問題的相關政策，各國對氣候安全風險政策的關注度因此迅速增長。

## 發展
於學術領域，氣候安全是環境安全中的一支，這名詞在聯合國於1987年出版的布倫特蘭報告（參見我們共同的未來）中首度被提起。在1970年代和1980年代，由菁英科學家組成的傑森諮詢小組因關心安全問題，而對氣候變化進行研究。全球氣候變化於1980年代冷戰時期後已成為一國際問題，而安全概念受到擴展，跨越軍事領域，將政治、經濟、社會 ，以及環境領域也包括在內。安全一詞所指的範圍廣泛，涉及國家、國際和人類的安全。
澳大利亞學者馬特·麥克唐納（Matt McDonald）將氣候變化概念化的方式描繪為由政策制定者、遊說者、環境倡導者、民間社會團體和學術研究者提出的數種氣候安全話語。馬特·麥克唐納將它們分為國家安全、人類安全、國際安全和生態安全類型，分別涉及民族國家、人民、國際社會和生態系統。在此四種論述中，國家氣候安全最為重要。因為它關注氣候變化對民族國家構成的威脅，以及維護其主權和領土完整，免受外部侵害。這種論述是由國家安全機構所推動，其中又以民族國家被視為最具能力，可透過軍事行動以提供保障。這個論述也獲得那類支持"威脅倍增因子"概念智庫的推動。
國際安全論述的重點是國際主義與全球合作，其中國際組織被視為能提供安全的個體。氣候變化緩解和調適策略（例如朝低碳經濟轉型，以及為開發中國家轉移技術、資源和專業知識）是此論述的核心。聯合國環境署等國際組織均參與此類進程，於2015年底推出的聯合國永續發展目標就是這種論述的體現。然而聯合國安理會作為執行安全行動代理人，經常受到如七十七國集團和不結盟運動等開發中國家的批評，因為它們擔心氣候變化被用來為作為軍事干預的藉口，而讓強國藉以增加軍事預算。人類安全論述因而被提出，作為一種對抗國家安全的替代方案，此論述於1994年首先被聯合國開發計劃署採用，這種論述以尋求人民的福祉為中心。對聯合國機構而言，緩解策略和資源重新分配被視為是對人民提供安全的核心。生態安全論述很少被納入主導政策或學術辯論中。
由於氣候變化影響的規模龐大，促使國際參與者將氣候變化視為安全威脅，結果是聯合國在1990年發表IPCC第一次評估報告和在1992年通過《聯合國氣候變遷綱要公約（UNFCCC）》。 彼得·史瓦茲和Doug Randall兩人在2003年發表的一份報告中，探討相關氣候變化情景對美國國家安全的潛在影響，報告的結論是："我們創造一個並非最有可能發生，但仍符合情理的氣候變化情景，此情景會導致美國國家安全受到挑戰，應立即予以正視。” 
歐盟於2008年發表一份關於氣候變化與國際安全的報告，將氣候變化定義為影響歐盟自身安全和利益的"威脅倍增因子"。

## 批評與替代方案
氣候安全也因為其敘述中強調氣候變化將會引起大規模移民的"威脅"，對許多國家的邊境管理和移民事務產生重大影響。事實上設於各國邊境的工業複合體預計將會每年成長7%。荷蘭跨國研究所提出標題為《全球氣候圍牆（Global Climate Wall How the world's wealthiest nations prioritise borders over climate action）》的報告提出美國、德國、日本、英國、加拿大、法國和澳大利亞這七個最大溫室氣體排放國於2013年至2018年期間，在邊境和移民管制上的支出，加總起來至少是其氣候融資支出的兩倍。歐盟的歐洲邊界與海岸防衛處自2016年成立以來到2021年期間， 預算增加達到2,763%。
氣候正義聯盟、異議者（Disenters）、草根全球正義聯盟（Grassroots Global Justice Alliance）、原住民環境網絡等社會運動和組織呼籲更加重視氣候正義和環境正義，而非僅專注氣候安全。氣候正義強調該處理導致氣候變化的根源，例如殖民主義和新殖民主義、全球不平等、全球化和剝削式的經濟體系（例如自然資源剝奪）。許多人呼籲將此種氣候殖民（climate colonialism）時代的問題解決。事實上許多氣候正義的支持者呼籲為原住民和其他正在努力應對氣候變化，並保有地球80%的生物多樣性的社區提供更多支持。
許多民間社會參與者也呼籲在提供更多氣候融資之外，也該進行氣候賠償，並建立由低收入國家提議的損失和損害融資機制（Loss and Damage Finance Facility，LDFF），以及將主權債務取消，好讓低收入國家有餘力應對氣候變化影響，事實上它們對歷來溫室氣體排放負有最小的責任。
從學術角度來看，生態安全概念認為導致氣候危機的根源與全球體系中經濟、政治和社會的問題方面發生重疊。

## 氣候變化影響
氣候變化是種全球性挑戰，對所有國家造成長期影響，而所產生的影響在各地並非均勻分布。對於脆弱的環境和/或社會弱勢和邊緣化群體而言，此類影響的嚴重程度將會超乎比例的高。例如環繞於孟加拉灣四周的國家，包括孟加拉國、緬甸、印度、印尼和斯里蘭卡，它們處於世界上最易受到氣候變化影響的地區之一。生活於全球北方（Global North）與全球南方（global South）（參見南北分歧）之中的邊緣化群體和少數族裔社區受到氣候變化的影響最大，但他們對造成此結果所擔的責任最小，許多人將此稱為環境不公正（參見氣候正義）。
事實上，世界人口中最富有的10%（約6.3億人，主要居住於歐盟和北美洲）所產生的碳排放佔全球的52%，而最貧窮的50%（約31億人）的排放僅佔總排放量的7%。全球北方國家排放的溫室氣體數量佔比為92%，而氣候變化卻對全球南方國家造成毀滅性打擊。UNFCCC為解決此問題，揭櫫一稱為"共同但有區別的責任（CBDR）"概念，用以要求已開發國家向開發中國家負起提供援助和移轉技術的責任。
氣候變化會影響自然環境、生態系統和人類社會。氣候系統的變化包括全球暖化、更頻繁的極端天氣事件和海平面上升。而此又反過來影響自然環境和野生動物，以及人類定居點與社會。人為造成的氣候變化，其影響是既廣又深。如果不採取強而有力的氣候行動應對，情況不可能會改善。有時專家會將預測和觀察到的此類氣候變化負面影響稱為"氣候危機"。
本節摘自氣候正義。

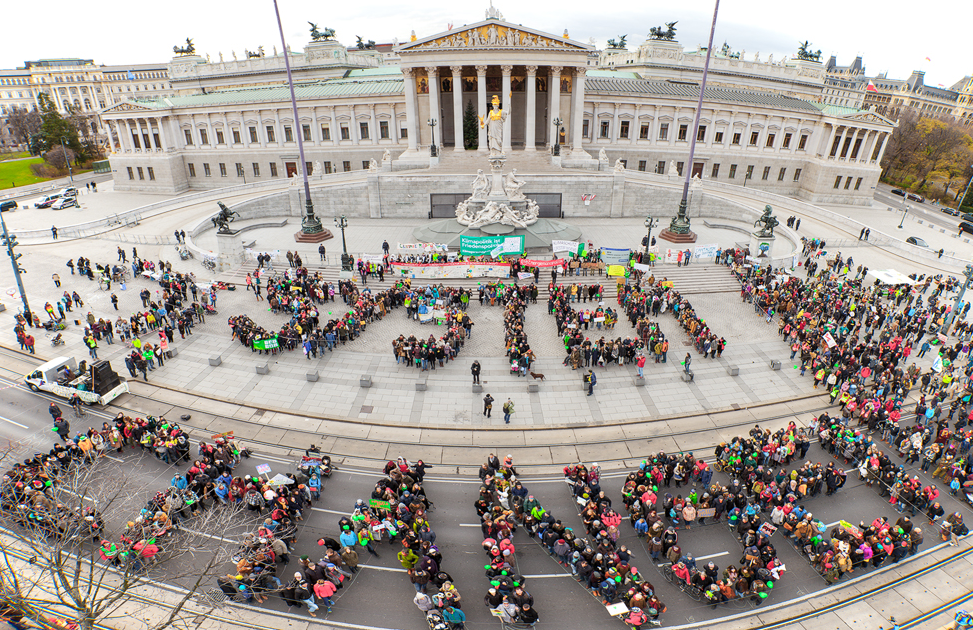
許多草根運動的參與者在訴求氣候正義之時，也要求將導致不公正的系統進行改革。

氣候正義這個名詞承認"雖然全球暖化是場危機，但其產生的影響在世界各地並非均勻分佈"。氣候正義是環境正義中的一支，重點是把氣候變化造成的負擔公平分配，並將緩解的負擔公平分配。氣候正義被描述為"企業、個人和政府對那些在某種程度上受到氣候變化嚴重影響的弱勢群體所具有一系列的權利和義務。"

### 衝突
發生衝突的風險會隨著全球暖化而增加，特別是在較脆弱的地區。研究顯示極端天氣事件會損害經濟、降低糧食產量並加劇不平等，當此與其他因素結合後會升高發生暴力的風險。有項研究發現於上個世紀，有3%至20%的武裝衝突是受氣候變化影響的結果。比第一次工業革命之前的平均氣溫升高2°C將會導致當前衝突風險增加至13%，氣溫升高4°C會導致風險增加最高達26%。
由總部設於澳大利亞的智庫經濟與和平學院發表的報告 - 全球和平指數指出有9.71億人生活在氣候變化風險較高或極高的地區，其中4億人生活在和平程度較低下的國家。報告提出警告說，氣候變化會影響資源可用性、就業保障並導致強迫遷移，而增加暴力衝突的可能性。
關於氣候變化是否會增加戰爭的可能性，科學界尚未達成共識。未來的氣候變化可能與人類先前經歷過的有很大差異，社會對此的調適能力尚不明朗。
許多氣候安全倡議者將氣候變化與衝突作聯繫。德國全球變化諮詢委員會發現有4種會將氣候變化與衝突聯繫的途徑：淡水資源退化、糧食不安全、自然災害頻率和強度增加，以及移民模式增長或是改變。跟據報導，這些因素會增加暴力衝突的風險，例如改變暴力的機會結構（例如，當國家力量被削弱時，或是受害的人更易受到武裝團體招募時）或是加劇受到影響人口的不滿。 根據美國國家情報總監辦公室（Office of the Director of National Intelligence）的一份報告，逐日強化的氣候變化造成的實體影響"將加劇地緣政治熱點，特別是在2030年之後，主要國家和地區將面臨越來越大的不穩定風險，以及人道主義援助需求。"此表示阿富汗、緬甸、哥倫比亞、瓜地馬拉、海地、洪都拉斯、印度、伊拉克、尼加拉瓜、北韓和巴基斯坦有可能會被列為因極端天氣事件而對能源、食物、水和健康安全構成威脅："這11個國家因能源、食物和水安全降低，會加劇貧窮、部落或族群間的緊張關係，以及對政府的不滿，而升高社會、經濟和政治不穩定的風險。
一篇在2016年《原子科學家公報》上發表的文章，提出與氣候有關的水衝突有可能導致涉及克什米爾、印度和巴基斯坦的核戰爭。但一些學者認為氣候變化不太可能對國家間的戰爭性質產生重大影響，但對其在內戰和社區衝突中的影響表達擔憂。 研究人員Hsiang、Burke和Miguel從事一項對60項研究報告所做的統合分析， 結論是氣溫升高和極端降雨會導致人際暴力增加4%，群體間衝突增加14%（兩者均為中位數）。然而他們的結果受到其他研究人員質疑，因為其在採用替代模型演算的結果不夠穩健。最近的研究採取更謹慎的態度，並認為與氣候相關的災害（包括熱浪、乾旱、風暴和洪水）會適度增加武裝衝突的風險，但前提是存在農業依賴、基礎設施不足或是有族群遭受政治上的排斥。由此推論，氣候變化更像是個"風險倍增因子"，具有放大現有衝突風險的作用。 對此主題採取一致看法的評論包括於2019年在《自然》雜誌上發表的一項專家評估，其結論是上個世紀中有3%至20%的境內武裝衝突風險受到氣候相關因素的影響，但其他驅動因素更為重要。
專家評估報告指出，研究領域中仍存在主要的知識差距和不確定性，特別是在把氣候變化與衝突風險做聯繫的途徑方面。 楊·塞爾比（Jan Selby）認為評估忽略批判性或建構主義的方法。事實上，有許多研究對有關氣候衝突研究，採用的是確定性和以衝突為導向的世界觀而提出批評，並且對該主題的統計研究結果係運用有問題的模型和有偏見的數據集而得。現有的研究工作也主要集中在一些大眾已知曉，且已衝突頻發的地區，例如撒哈拉以南非洲和中東。這引發關於抽樣偏差的問題，以及對拉丁美洲和大洋洲等較少受到注意地區的影響，和平方式進行的氣候變化調適和建設等主題也未得到充分研究。IPCC第五次評估報告還指出增加一般衝突風險的幾個因素對氣候變化很敏感，但自然與社會之間無直接和簡單的因果關係。 
在逐個國家的基礎上，一些案例研究將氣候變化與奈及利亞、肯亞和蘇丹的農民和牧民之間暴力衝突的增加作聯繫，但發現對馬利和坦尚尼亞的有混合的結果。對於內戰等高強度衝突，所得證據也模糊且備受爭議。但一些研究顯示其中一些因果關係的證據很少，包括在達佛、埃及、敘利亞、和迦納的案例。以敘利亞為例，許多軍方官員認為氣候變化導致該國城鄉間移民大增和內戰發生。但如學者揚·塞爾比等認為該國領導人巴夏爾·阿塞德採取農業補貼削減的經濟措施比乾旱造成的移民問題更大。
研究人員最近越來越關注氣候變化對騷亂、示威或靜坐等低強度甚至是非暴力衝突的影響。即使人們並未使用暴力的手段或動機，他們也會捲入這種形式的衝突，例如當發生糧價高升或是水資源短缺時。研究確實顯示在脆弱的社會中，氣候變化的預期後果（例如糧食和水兩者安全性下降）會增加抗議的風險。這些衝突往往會加劇，並引發更深層次的社會和政治鬥爭。
專家認為全球幾個主要衝突中，與氣候變化有關的有：
- 達佛戰爭 - 當地持續的干旱將牧民和農民之間的衝突加劇[71][72][73]
- 敘利亞內戰 - 在內戰之前已發生乾旱，導致農作物歉收和牲畜減產，有150萬人為此流離失所，[74][75][76]但有學者對此表示異議，他們認為2007年至2008年東北部的嚴重乾旱有可能是氣候變化所造成，[77]但不太可能有助於引發敘利亞內戰。[78]
- 博科聖地叛亂 - 叛軍利用自然資源短缺來助長反政府情緒[79][80]
- 索馬利亞內戰，其中的乾旱和極端高溫與暴力有關聯[81][82]
- 奈及利亞牧民-農民間衝突（英语：Herder–farmer conflicts in Nigeria）、2019年奧戈薩古襲擊事件（馬利）、南蘇丹族群暴力衝突（英语：Ethnic violence in South Sudan）和撒赫爾地區中國家的農牧民間衝突皆因氣候變化而加劇。 [83][84]
- 馬利北部衝突，其中乾旱和極端高溫與暴力有關聯[85]

## 調適

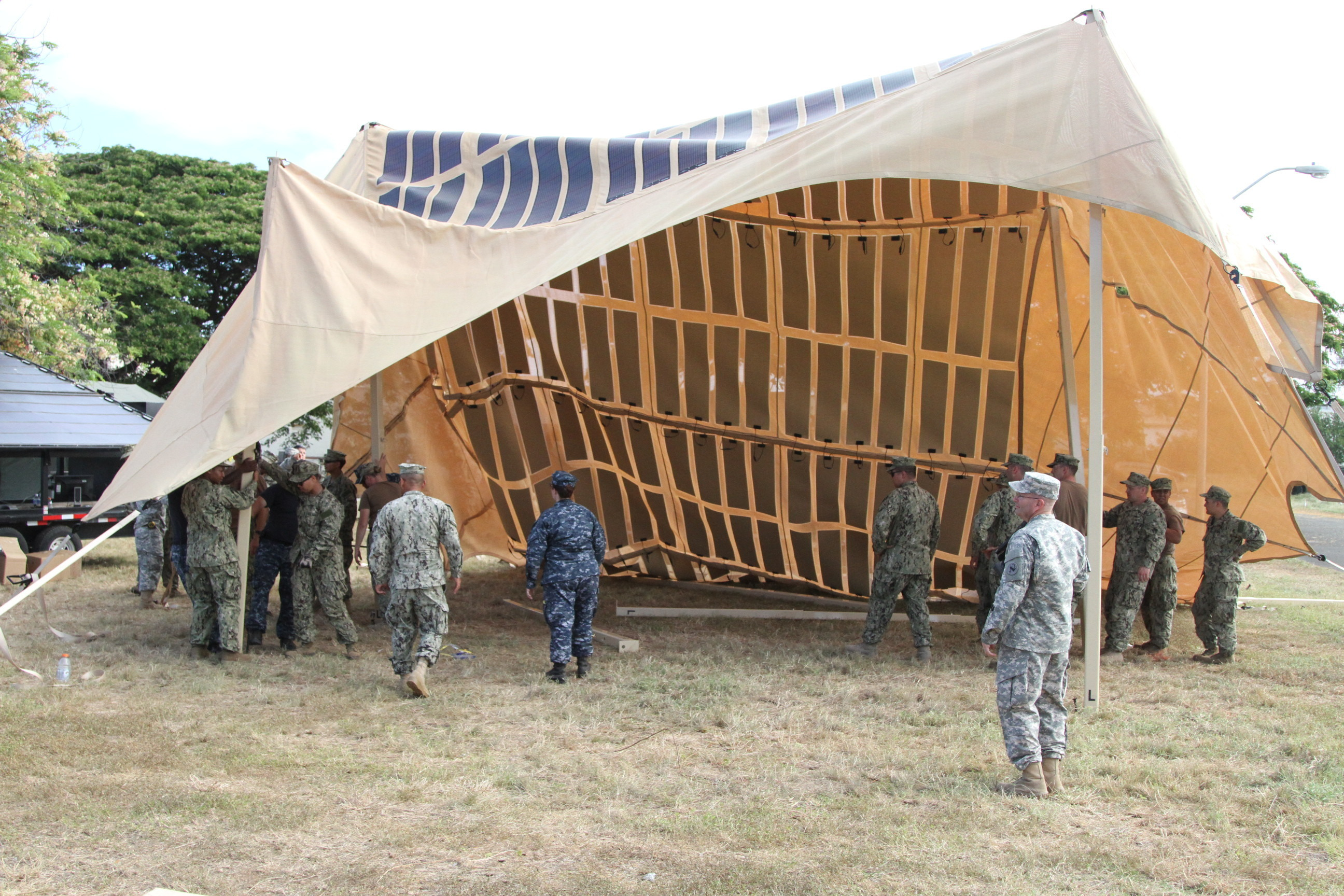
美國太平洋陸軍於某次環太平洋軍事演習中架設機動式太陽能光電模組，以供人道援助與救災使用，這類裝置有提供連續24小時電力不間斷的潛能。

### 能源
美國軍方最遲自2010年起即開始大力推動再生能源的開發、評估和部署，以減少其在運輸上需耗用的化石燃料。根據北約組織2015年的年度報告，提出計劃對再生能源和能源效率進行投資，以降低士兵面臨的風險。氣候變化產生的安全影響也是引用理由之一。 

### 軍事行動與氣候安全
軍事戰略家主要關注於氣候變化期間武裝部隊的操作能力（也是許多軍事和國家安全戰略的核心） - 氣候變化對軍事基地等相關設施，以及極端高溫等對人員作戰能力的影響。五角大廈於2018年提出的報告顯示於美軍3,500個軍事基地中，有一半會受到風暴潮、野火和乾旱等六類關鍵極端天氣事件的影響。
因此各國開始"綠化"軍隊，並在軍事基地安裝太陽能光電模組、在利用船舶運輸時採用替代燃料與裝設再生能源設備，為軍隊應對氣候變化做好準備。
人們也擔心嚴重依賴化石燃料會給武裝部隊帶來脆弱性。美國軍方是世界上最大的單一此類燃料消耗單位。例如於美國入侵伊拉克期間（2007年），近40個燃料車隊中就會發生1起死亡或重傷事件。美國軍方最遲自2010年起即開始推動再生能源的開發、評估和部署，以減少運輸對化石燃料的需求。北約組織提出的2021年氣候變化和安全行動計畫提出保護其資產的策略，並承諾到2050年將減少溫室氣體排放。
然而由於軍事溫室氣體排放報告是自願性提供，向來缺乏透明度。美國布朗大學於2019年發表一項研究報告，估計自2001年反恐戰爭開始以來，僅美國軍隊就排放12億噸溫室氣體。此外，英國科學家網絡全球責任科學家計算英國的軍事排放量為1,100萬噸，歐盟排放量為2,480萬噸，其中法國佔總量的三分之一。
軍方提出的永續發展計畫被批評為漂綠。此外，軍事主義和戰爭造成毀滅性的環境破壞。遺留在阿富汗的化學污染和發生在馬紹爾群島的核污染是美國軍事行動及其環境遺產的一些例子。

### 氣候安全措施
由於氣候安全在許多政府、國際組織和其他機構中的重要性日益加重，一些機構現在正在運行，目的在減輕氣候變化對衝突造成影響的計劃。這些做法被稱為氣候安全措施，研究人員von Lossow等將其定義為"（地方或中央）政府、組織、社區、私人行為者或個人實施的有形行動，以助於預防、減少、緩解或調適與氣候變化和相關環境退化影響，及隨之而來的安全風險和威脅"。由克林荷蘭國際關係研究所創立的非營利組織行星安全倡議（Planetary Security Initiative）建有及維護一份最新的氣候安全措施列表。
這些措施源自於開發、外交和國防領域中具有不同動機的各種機構。其中一例是菲律賓北拉瑙省的5級市考斯瓦崗市（Kauswagan）市Arms to Farms（解甲歸田）項目。由於糧食不安全將該地區的叛亂活動（莫洛伊斯蘭解放陣線）加劇，當地因降雨不規律導致作物收成不佳，叛亂分子招募人數增加，引發進一步的暴力事件。 該項目通過對前叛亂分子進行農作訓練及促進社區之間的信任，而提高全面糧食安全、和平與人類安全，成功將他們融入社區。另一例是聯合國於馬利的維和行動 (聯合國馬里多層面綜合穩定特派團) 的一個分支行動，該行動尋求解決社區衝突（衝突源於氣候變化導致的資源短缺），於馬利北部基達爾建造一個全新且更有效的水泵，以解決當地不同利益相關者之間為水而發生暴力衝突的問題。
越來越多的非軍事和民間社會組織正在倡導國家安全方針，包括布魯金斯學會和美國外交關係協會（美國）、國際戰略研究所和查塔姆研究所（英國）、斯德哥爾摩國際和平研究所（瑞典）、 克林荷蘭國際關係研究所、法國國際關係研究所、德國智庫阿德爾菲（Adelphi）與澳大利亞戰略政策研究所。環保組織如世界自然基金會、環境保護基金會、美國的大自然保護協會和歐洲的E3G（智庫）也採納國家安全措施。草根組織如荷蘭的反抗滅絕甚至邀請一位荷蘭將軍為他們撰寫的應對叛亂手冊提供意見。這些團體往往更為關心人類安全，但他們會尋求軍方作盟友，他們相信如此做有助於獲得更廣泛的政治和經濟支持。
氣候安全措施領域才剛起步，但此領域越來越重要，而由於新領域具有不確定性，一些氣候行動者仍不願意參與。因為氣候變化在不久的將來仍會增加，研究人員von Lossow等的研究結論是在世界脆弱地區擴大氣候安全項目的數量"具有促進更可持續，及長期和平與穩定的巨大潛力"。

## 政治方法
與氣候相關的安全風險所具有的跨國特徵，往往超越國家政府能充分應對的能力。 許多政府部門或國家領導人已體認氣候變化是人類安全、國家或地區安全的問題。
雖然人們持續關注有關氣候變化的安全化問題，但其對各國政府的政策和活動影響甚微，各國政府仍持採取"一切照舊"的方法來管理和遏制國際移民。

### 北約組織
北約組織在2015年表示，氣候變化是個重大的安全威脅，並且"已感受其影響"。北約在2021年同意一項氣候變化和安全行動計劃，承諾其要 1) 分析氣候變化對NATO戰略環境和聯盟的資產、設施、任務和作業的影響、 2) 在其工作中將氣候變化納入考慮、 3) 加入緩解氣候變化工作，和 4) 與夥伴國家以及活躍於氣候變化和安全領域的國際和區域組織進行交流。
需要注意的是部署安全部隊，有時反會引發不安全的情事。例如由美國主導、北約組織支持對阿富汗長達20年的軍事入侵和佔領，原本是進行反恐戰爭，企圖達到安全的目的，最終卻加劇更多的戰爭、衝突，並因美軍與北約支援部隊於2020年-2021年撤出，讓塔利班重新掌權。

### 聯合國
氣候變化最早是經由UNFCCC處理，現由《巴黎協定》提供框架，但在聯合國系統內，對氣候變化導致的安全問題並無組織性歸屬，因此縱然其對幾個地區的和平與安全威脅具有緊迫性，卻在很大程度上仍未得到處理。 根據UNFCCC，聯合國的締約方會議 （COP）是處理此事務的最高機構。由締約方派遣代表參加每年舉行的會議，做出必要的決定以確保公約條款能有效實施，並定期審查條款的實施情況，防止氣候系統受到"危險的"人類干擾是UNFCCC的終極目標。 UNFCCC也稱為"里約公約"，由世界各國政府首腦於1992年6月在巴西里約熱內盧召開的聯合國環境與發展會議（"里約地球峰會"）期間簽署的三項公約之一，於1994年3月21日生效。時至今日，UNFCCC已擁有近乎聯合國全部會員國加入。 由於聯合國更加關注這一主題，而在2018年10月在聯合國秘書處之下的聯合國政治與建設和平事務部內啟動機構間合作，稱為氣候安全機制（Climate Security Mechanism）。

#### 聯合國安理會
聯合國安理會於2007年首次就氣候安全和能源問題展開辯論，並於2011年發表主席聲明（presidential statement （页面存档备份，存于）），表達氣候變化會對安全造成不利影響的擔憂。然後舉行一系列關於氣候變化相關問題的非正式阿里亞公式會議。瑞典於2018年7月在聯合國安理會發起關於氣候與安全的辯論（Sweden （页面存档备份，存于））。氣候變化已超出其作為一種假設的會威脅破壞人類長期潛力的風險（existential risk）分類，已是安全理事會的外交官以外，與其他和平與安全執行者相關的業務問題。
然而有些國家，特別是開發中國家（也稱中低收入國家（LMIC）），並不認為氣候變化應被視為安全問題。當氣候與安全議題首次在聯合國出現時，LMIC反對將氣候變化予以安全化。七十七國集團（G77）於2006年認為"UNFCCC是談判全球應對氣候變化的主要國際政府間論壇，最富裕的國家不應只解決[氣候變化]的後果，而該解決問題的根源。"G77也表示在聯合國安理會討論能源問題並不合適，並重申能源在實現永續發展目標、消除貧窮和實現千年發展目標中的關鍵作用。G77和中國於2013年表達聯合國安理會"並非進行此類討論的適當論壇"，而應交由聯合國經濟及社會理事會(ECOSOC) 和聯合國大會處理。自此之後G77就沒再發表過其公開立場。

## 國家與不同大陸的案例

### 非洲
氣候變化對非洲大陸產生破壞性的影響，當地最貧困的社區深受其害。糧食不安全被加劇，導致人口流離失所，並對水資源產生極大壓力。 由於非洲整體氣候調適能力低下和政府能力不足，對氣候風險的暴露程度很高，使其成為世上脆弱度最高的大陸。 聯合國秘書長潘基文於2007年提出的報告指出，氣候變化和環境退化是造成蘇丹達佛衝突的部分原因。該地區於1967年至2007年期間的總降雨量減少30%，撒哈拉沙漠每年擴張超過一英里。農民和牧民之間因牧場面積減少和可用水源稀少而發生的摩擦是發生內戰的歸因。美國和歐洲安全分析人士因為撒赫爾和查德盆地與氣候相關的嚴重脆弱性、社區暴力、吉哈德叛亂、政治不穩定以及國內和地區人民流離失所，而將其稱為"熱點"。氣候變化導致降水量變化和沙漠化，威脅以查德湖為生人口的福祉。報告顯示查德湖正在快速縮小，而導致激烈的水資源競爭。聯合國安理會於2017年通過第2349號決議，將該地區的衝突和水資源短缺作聯結。聯合國安理會於2018年發表關於查德湖流域的聲明，將氣候變化和查德湖面積縮小視為博科聖地叛亂的根本原因之一，之後尼日與聯合國安理會於2020年共同組織一次關於氣候安全會議。
然而學者們對於查德湖的沙漠化是否確實導致衝突存在分歧意見，同時還有其他因素存在，例如先前既有的社會經濟和政治條件、武器湧入當地、不公平的貿易條件、宗教問題與牧民社區遭到邊緣化。

### 澳大利亞
澳洲參議院於2018年發佈的一份報告指出，"氣候變化是一種當前和會持續存在的國家安全風險…被定義為會提前將地球起源的智慧生命滅絕，或是一種對智慧生命發展潛力造成永久與徹底破壞的威脅。"

### 歐盟
歐盟高峰會關於氣候外交報告的結論中指出，"氣候變化是一項具有決定性的全球挑戰，如果不緊急應對，將會危及……和平、穩定和安全。"由雜誌IPE International Publicers Limited和機構投資者兩智庫共同於2018年發佈的報告，重點是"氣候變化是種會破壞人類長期潛力的風險，企業必須設定目標將之消除"。歐洲對外事務部 (EEAS) 高級別活動於2018年6月舉辦一主題為"氣候、和平與安全：該採取行動的時辰"的活動。歐盟的綜合安全做法顯示其完全有能力應對與氣候相關的安全風險。但最近的科學研究顯示歐盟尚未制定完全連貫一致的政策。

### 英國
英國外交、國協及發展事務部（FCDO）的前身 - 外交與國協部（FCO）於2007年率先推動聯合國安理會召開氣候變化會議，並敦促UNFCCC採取行動。當時的英國國際發展部(DFID)承諾在2014-15年期間將30%的對外援助用於脆弱和受到衝突影響的國家。 FCO於2013年至2015年期間在八大工業國組織和七大工業國組織會議上論及"脆弱"國家的氣候、安全和衝突問題。於2014年，當時的英國首相大衛·卡麥隆指出"氣候變化是世界面臨的最嚴重的威脅之一"。一篇於2018年刊載在英國《獨立報》的文章也認為根據100多名氣候科學家的看法，美國川普政府正"將英國置於風險之中"。同年，英國前氣候變化特別代表、退役海軍少將尼爾·莫里塞蒂聲稱"氣候變化的影響，將導致英國必須部署更多部隊以預防衝突、解決衝突或應對因極端天氣事件增加所需的人道援助."英國設立的國際氣候基金（International Climate Fund，ICF）將氣候變化視為"脆弱"國家的"威脅倍增因子"。 2015年，該國國家安全戰略聯合委員會 (Joint Committee on the National Security Strategy ，NSS) 提出報告，證實氣候變化對國家安全構成風險，國家安全支出需要配合調整。
英國聯合國事務大臣阿邁德勋爵於2021年9月23日表示，氣候變化威脅國家和所有人的安全。英國於2021年10月31日至12日11月12日期間在格拉斯哥主辦第26屆聯合國氣候變遷締約方會議（COP26）。英國於2021年3月發佈的《國防、安全、發展和外交政策綜合審查（Integrated Review of Defence, Security, Development, and Foreign Policy）》認為應將氣候變化和生物多樣性喪失作為該國"首要國際事項"，並指出非洲國家為易受氣候變化影響的國家，會因此將非洲大陸的不安全、移民和不穩定問題放大。

### 美國
美國的氣候安全分析和解決問題的政策理念的開發一直由氣候與安全中心領導，該中心由Francesco Femia和Caitlin Werrell於2011年創立，現在是戰略風險協會下的一個研究所。
美國情報分析人士自1980年代以來即對氣候變化的"嚴重安全風險"表達擔憂。 美國外交關係協會於2007年發布一份題為《氣候變化與國家安全：行動排程（Climate Change and National Security: An Agenda for Action）》的報告，指出"氣候變化對美國和其他國家的安全與繁榮構成嚴重威脅。"聯合全球變化研究所於2012年發布的一份報告指出，氣候變化的二階和三階影響，例如移民和國家穩定，是美國國防和情報界該關注的問題。 白宮在2015年發布的一份報告，提出氣候變化讓美國沿海地區面臨風險，變化中的北極地區為該國其他地區及對基礎設施構成風險，並增加對軍事資源的需求。美國國家情報總監詹姆士·克拉波於2016年指出："無法預見的不穩定已成為"新常態"，這種趨勢在可預見的未來將會持續……極端天氣、氣候變化、環境退化、對食物和水的需求增加、不良的政策與基礎設施不足將把此種不穩定加劇。"
五角大廈於2015年發佈一份報告，指出氣候變化否定論將會威脅國家安全。於2017年，川普總統將氣候變化從其國家安全戰略中移除。 而五角大廈在2019年1月發佈一份報告，指出氣候變化是美國國家安全的威脅。2019年6月，美國眾議院情報委員會就氣候變化對國家安全的影響舉行聽證會期間，白宮阻止美國國務院所屬情報和研究署提交一份聲明，撰寫該份聲明的分析師為此辭職走人。建立一氣候安全總統委員會的想法曾被提出。美國國會依據國防授權法案要求國防部提交一份關於氣候問題的報告。該報告於2019年發佈，指出"氣候變化的影響是個國家安全問題，可能會對國防部的任務、運作計劃和設施產生影響。"美國總統喬·拜登於2021年宣佈氣候變化為國家安全優先事項。

## 延伸閱讀
- Ide, Tobias. . Current Climate Change Reports. 2018-12-01, 4 (4): 347–354. ISSN 2198-6061. S2CID 159017324. doi:10.1007/s40641-018-0115-0 （英语）.

## 外部連結
- Global Military Advisory Council On Climate Change （页面存档备份，存于）
- How Climate Change Became a National Security Problem （页面存档备份，存于） (Wired, 2015)
- National Security in the Fourth National Climate Assessment （页面存档备份，存于） (2018)
- Primer on Climate Security - The dangers of militarising the climate crisis （页面存档备份，存于） (Transnational Institute, 2021)